# UNDER/SHAFT
「UNDER/SHAFT」（アンダー・シャフト）は、日本の歌手・黒崎真音の5作目のシングル。

## 概要
前作「黎鳴 -reimei-」から約2ヶ月ぶりのリリースとなる2012年3作目のシングル。表題曲「UNDER/SHAFT」は、テレビアニメ『ヨルムンガンド PERFECT ORDER』のオープニングテーマに起用された。販売形態は初回限定盤と通常盤の2種リリースで、前者には「UNDER/SHAFT」のPVを収めたDVDが同梱されている。PVはホラー風の内容になっている。また、今作では歌詞カードに仕掛けがされていたり、初回限定盤と通常盤のジャケットであるものを表現するといった遊び要素が取り入れられている。

## 収録曲
（全作詞：黒崎真音）
1. UNDER/SHAFT [3:52]
作曲・編曲：R・O・N
テレビアニメ『ヨルムンガンド PERFECT ORDER』オープニングテーマ
タイトルの「UNDER/SHAFT」には地上と空という両極の間にいるという意味が込められており、内容も「これから行動する人たちに向けた詞」になっている。歌詞には「銃口」「黒煙」「グリップ」といったヨルムンガンドの世界観を彷彿とさせるフレーズが使われている[2]。
2. Crimson roses [6:29]
作曲・編曲：齋藤真也
演奏時間が6分にもおよぶ長大な曲で、「UNDER/SHAFT」以上に陰鬱な内容になっている。曲の依頼を受けた当初からミュージカル風の演出を考えており、打ち合わせで齋藤にドラマチックな内容にしたいこと告げた。曲の内容は「後悔」をテーマとしたホラー風の内容になっている。曲の途中で転調があるが、この箇所は悪魔に乗り移られた自分を表現している[1]。
3. UNDER/SHAFT＜instrumental＞
4. Crimson roses＜instrumental＞

DVD（初回限定盤のみ）
1. UNDER/SHAFT（Music Clip）